# Einnahme von Warschau (1704)
1. Phase: Schwedische Dominanz (1700–1709)
Dänischer Kriegsschauplatz (1700)
Humlebæk • Tönning I 
Livländ./ Estnischer Kriegsschauplatz (1700–1708)
Riga I • Jungfernhof • Varja • Pühhajoggi • Narva • Petschora • Düna • Rauge • Erastfer • Hummelshof • Embach • Tartu • Narva II • Wesenberg I • Wesenberg II
Ingermanländ./ Finnischer Kriegsschauplatz (ab 1701)
Archangelsk • Ladogasee • Nöteborg • Nyenschanz • Newa • Systerbäck • Petersburg • Wyborg I • Porvoo • Newa II • Koporje II • Kolkanpää
Litauisch-weißrussischer Kriegsschauplatz (1702–1706)
Vilnius • Saladen • Jakobstadt • Gemauerthof • Mitau • Grodno I • Olkieniki • Njaswisch • Klezk • Ljachawitschy
Polnischer Kriegsschauplatz (1702–1706)
Klissow • Pułtusk • Thorn • Lemberg • Warschau • Posen • Punitz • Tillendorf • Rakowitz • Praga • Fraustadt • Kalisch 
Russischer Kriegsschauplatz (1708–1709)
Grodno II • Golowtschin • Moljatitschi • Rajowka • Lesnaja • Desna • Baturyn • Koniecpol • Weprik • Opischnja • Krasnokutsk • Sokolki • Poltawa I • Poltawa II
2. Phase: Schweden in der Defensive (1710–1721)
Baltischer und Finnischer Kriegsschauplatz (bis 1714)
Riga II • Wyborg II • Pernau • Kexholm • Reval • Hogland • Pälkäne • Storkyro • Nyslott • Hanko 
Schwed./Norwegischer Kriegsschauplatz (1710–1721)
Helsingborg • Køge-Bucht • Bottnischer Meerbusen • Frederikshald I • Dynekilen-Fjord • Göteborg I • Strömstad • Trondheim • Frederikshald II • Marstrand • Ösel • Göteborg II • Södra Stäket • Grönham • Sundsvall
Norddeutscher Kriegsschauplatz (1711–1716)
Elbing • Wismar I • Lübow • Stralsund I • Greifswalder Bodden I • Stade • Rügen • Gadebusch • Altona • Tönning II • Stettin • Fehmarn • Wismar II • Stralsund II • Jasmund • Peenemünde • Greifswalder Bodden II • Stresow 
Die Einnahme von Warschau im Jahr 1704 war eine militärische Intervention im Großen Nordischen Krieg. Nachdem der schwedische König Karl XII. die Hauptstadt Polens verlassen hatte und Richtung Lemberg zog, marschierte der sächsische Kurfürst und entthronte polnische König August II. mit seinem Heer nach Warschau, um die Hauptstadt zurückzuerobern.

## Vorgeschichte
Die Konföderation von Warschau entthronte am 20. Januar 1704 den sächsischen Kurfürsten und rief das Interregnum im Königreich Polen-Litauen aus. Der Kardinal-Primas Michael Stephan Radziejowski begründete die Absetzung des Königs mit dem Hinweis darauf, dass nur durch diesen Schritt ein Frieden zwischen Polen und Schweden erhalten werden konnte. Am 12. Juli 1704 erklärten sie während eines Wahlsejms den Wojewoden von Posen, Stanislaus I. Leszczyński, durch die militärische Unterstützung des schwedischen Königs Karl XII., zum neuen König von Polen, was faktisch einer Usurpation gleichkam, da das polnische Staatsoberhaupt nur in einer freien Wahl durch den gesamten Adel gewählt werden durfte. Die polnischen Anhänger von König August II. schlossen daraufhin die Konföderation von Sandomir am 20. Mai 1704.
Der schwedische König Karl XII. war am 30. August 1704 in Richtung Lemberg aufgebrochen um die Stadt zu erobern. Der Burghauptmann Galetzki und die Einwohner der Stadt waren zuvor der Forderung nach Kriegsbeihilfen für die schwedische Krone nicht nachgekommen und die ebenfalls geforderte Gefolgschaft verweigert. Nun wollte Karl XII. beides mit Waffengewalt einfordern und die Festung stürmen.
Er ließ nur eine kleine schwedische Abteilung (1500 Mann) unter dem Befehl von General Arvid Horn und etwa 6.000 polnische Soldaten unter dem Befehl des Kronfeldherren Lubomirski in Warschau zurück. Horn hatte diese Konstellation aus wenigen schwedischen Soldaten und einer Vielzahl von nicht berechenbaren polnischen Soldaten für sehr bedenklich gehalten. Karl XII. beruhigte ihn damit, dass er den sächsischen Kurfürsten im Auge behalten würde und sich ihm wenn nötig in den Weg stellen würde.
Gemeinsam mit den Russen marschierte August II. in Richtung Warschau um den Gegenkönig Stanislaus I. Leszczyński gefangen zu nehmen und die politische Herrschaft in Polen wieder zu übernehmen.

## Die Einnahme der Stadt
Als sich nun August II. unerwartet vor Warschau zeigte, waren die Schweden überhaupt nicht vorbereitet. Ein unter dem Befehl von Major Löwenhelm stehendes 500 Mann starkes Korps wurde bei Lakowicz von den Angreifern eingekesselt und gefangen genommen. Ein Teil der schwedischen Reiter wurde von Kosaken, welche sich nicht an die Kapitulationsvereinbarungen hielten, niedergemetzelt.
Als Stanislaus I. Leszczyński und Arvid Horn von diesem Vorfall erführen beschlossen sie gemeinsam gegen die sächsisch-russische Armee vorgehen. Nur der Befehlshaber der polnischen Truppen Kronfeldherr Lubomirski weigerte sich. Er erklärte sich nicht dazu bereit gegen August II. anzutreten mit einem unzuverlässigen polnischen Korps ohne Kriegserfahrung, welches das Schlachtfeld wahrscheinlich sowieso in wilder Flucht verlassen würde, wenn der sächsische Angriff beginnen würde. In der Tat desertierten bereits beim ersten Anzeichen der näherkommenden Armee viele polnische Soldaten. Auch Lubomirski trat wenig später in den Dienst von August II.
Auch der Gegenkönig Stanislaus I. Leszczyński floh nun aus der Stadt. Seine Mutter sowie seine Frau und die Kinder befanden sich ebenfalls noch in Warschau und mussten Hals über Kopf die Stadt verlassen. Bei der großen Verwirrung wurde die kleinste Tochter in der Krippe eines Pferdestalles vergessen. Diese Tochter war Maria Leszczyńska die spätere Gemahlin des französischen Königs Ludwig XV.
Auch gelang es fast den polnischen Primas Michael Stephan Radziejowski gefangen zu nehmen. Dieser schaffte es aber sich noch rechtzeitig verkleidet aus Warschau zu Karl XII. nach Lemberg zu retten.

## Angriff auf das Warschauer Schloss

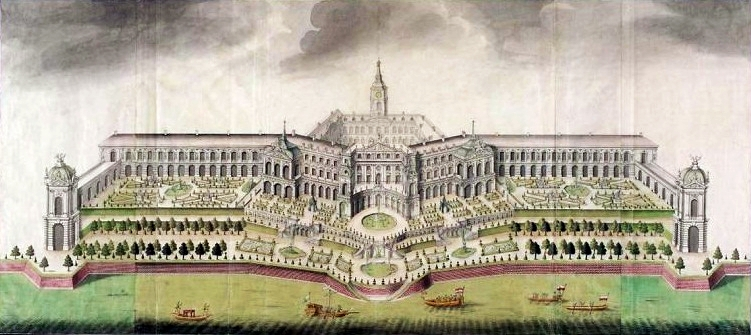
Rekonstruktion des Warschauer Schlosses um 1700

Die Einzigen, die Widerstand leisteten, waren der Kommandeur Arvid Horn und seine Schweden. Sie verschanzten sich im Warschauer Schloss und gelobten, ihr Leben teuer zu verkaufen. August II. forderte Horn auf zu kapitulieren, dieser antwortete, dass man das ihm vom schwedischen König Anvertraute bis zum Ende verteidigen würde. Daraufhin ließ der sächsische Kurfürst sein ehemaliges Residenzschloss mehrere Tage beschießen, sodass es an vielen Stellen anfing zu brennen. Auch die schwedischen Soldaten erwiderten das Artilleriefeuer aus vier Feldstücken, welche sie hinter die Mauern des Schlosses mitgenommen hatten.
Als die Schweden erfolgreich gegen das Feuer im Schloss angingen, ließ August II. die Wasserversorgung zum Schloss kappen und bereitete eine Niederbrennung des Schlosses vor.
General Horn erkannte dies und ließ über einen Boten mitteilen, dass er bereit sei zu kapitulieren. Aber nur, wenn man die Belagerung mit einem Duell beenden würde. Er bot an, dass der polnische General Brand drei seiner Soldaten aussuchen könne, welche sich auf einem Feld vor dem Schlosse mit nur einem schwedischen Soldaten duellieren sollten. Dieser Vorschlag wurde vom polnischen König abgelehnt und Arvid Horn, der keinen Ausweg mehr sah, ergab sich. Er wurde von August dem Starken mit viel Achtung empfangen und behandelt.

## Die Folgen
Der sächsische Kurfürst, welcher als verärgerter Monarch in seine Hauptstadt zurückkam, ließ alle Häuser der Anhänger von Stanislaus plündern und niederbrennen. Im Keller von Kardinal Radziejowski soll man Wein für 50.000 Reichstaler gefunden haben.
Nach diesem Erfolg vereinte sich das Heer des polnischen Königs mit dem des sächsischen Generales Johann Matthias von der Schulenburg und fiel in Großpolen ein. Hier wurden alle Besitzungen von Stanislaus-treuen Adeligen geplündert und gebrandschatzt.
Karl XII. erfuhr von Stanislaus I. vom Verlust der Hauptstadt. Er gönnte seinen Truppen nur zwei Wochen Pause und zog dann zurück in Richtung Warschau. Mitte Oktober verließ August II. mit 2000 Mann Warschau in Richtung Krakau. Ende Oktober marschierte das schwedische Heer ohne Kampfhandlungen erneut in Warschau ein. Karl XII., der sich über den Kriegsverlauf in diesem Jahr ärgerte, verblieb nur kurz in der Stadt und verließ sie am 30. Oktober, um den Sachsen nachzustellen.
Am 7. November kam es zur Schlacht bei Punitz, in der Karl XII. dem 4900 Mann starken sächsischen Armeekorps des Generals Johann Matthias von der Schulenburg gegenüberstand. Der schwedische König gewann die Schlacht und zog mit seiner Armee weiter in Richtung der sächsischen Grenze. Er schlug sein Winterquartier in der Nähe von Ravitz an. 1706 marschierte er in Sachsen ein und schnitt August II. in Polen von allen Nachschubwegen ab.